# Ann Wolfe
Ann Wolfe est une boxeuse américaine, née le 17 janvier 1971 à Austin, Texas.

## Carrière
Elle a remporté au cours de sa carrière le titre de championne du monde dans trois catégories de poids différentes : en super-welters (ceintures IFBA, WIBA et IBA en 2001), en super-moyens (ceinture IFBA en 2002) et en mi-lourds (ceintures WIBA et IBA gagnées le 8 mai 2004 par KO au premier round contre Vonda Ward).
Ann met un terme à sa carrière le 24 août 2007. Son palmarès est de 24 victoires, dont 16 par knockout, et 1 défaite. Elle devient ensuite entraineur et travaille notamment avec James Kirkland.

## Filmographie

### Cinéma
- 2017 : Wonder Woman de Patty Jenkins : Artémis